# Teatro Nazionale di Odessa
Il Teatro nazionale accademico dell'opera e del balletto di Odessa (in ucraino Одеський національний академічний театр опери та балету?) è il più antico teatro di Odessa, in Ucraina. Il teatro e la Scalinata Potëmkin sono gli edifici più famosi di Odessa.
Il primo teatro dell'opera fu inaugurato nel 1810 e distrutto da un incendio nel 1873. L'edificio moderno fu costruito da Fellner & Helmer in stile neo-barocco (barocco viennese) e inaugurato nel 1887. L'architettura della lussuosa sala del pubblico segue lo stile tardo rococò francese. L'acustica unica della sala progettata a ferro di cavallo consente agli artisti di emettere anche un tono di voce basso dal palcoscenico, udibile in qualsiasi parte della sala. La più recente ristrutturazione del teatro è stata completata nel 2007.

## Storia

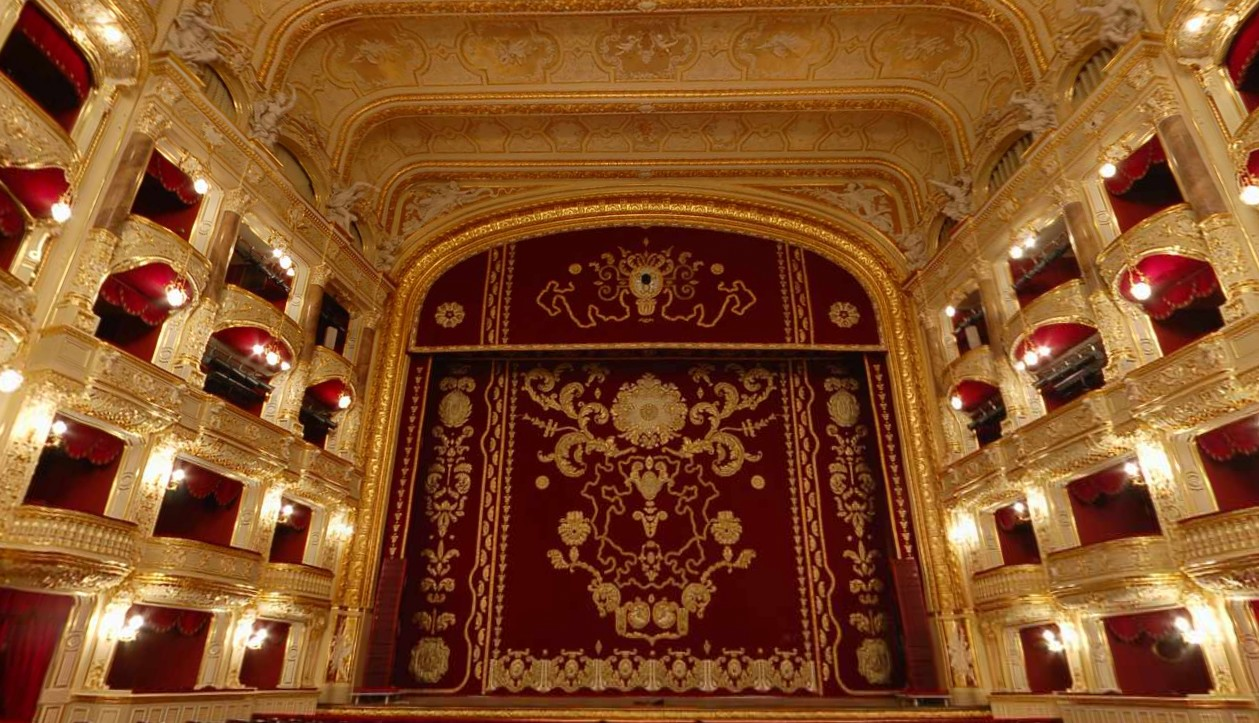
Il palco principale del teatro.

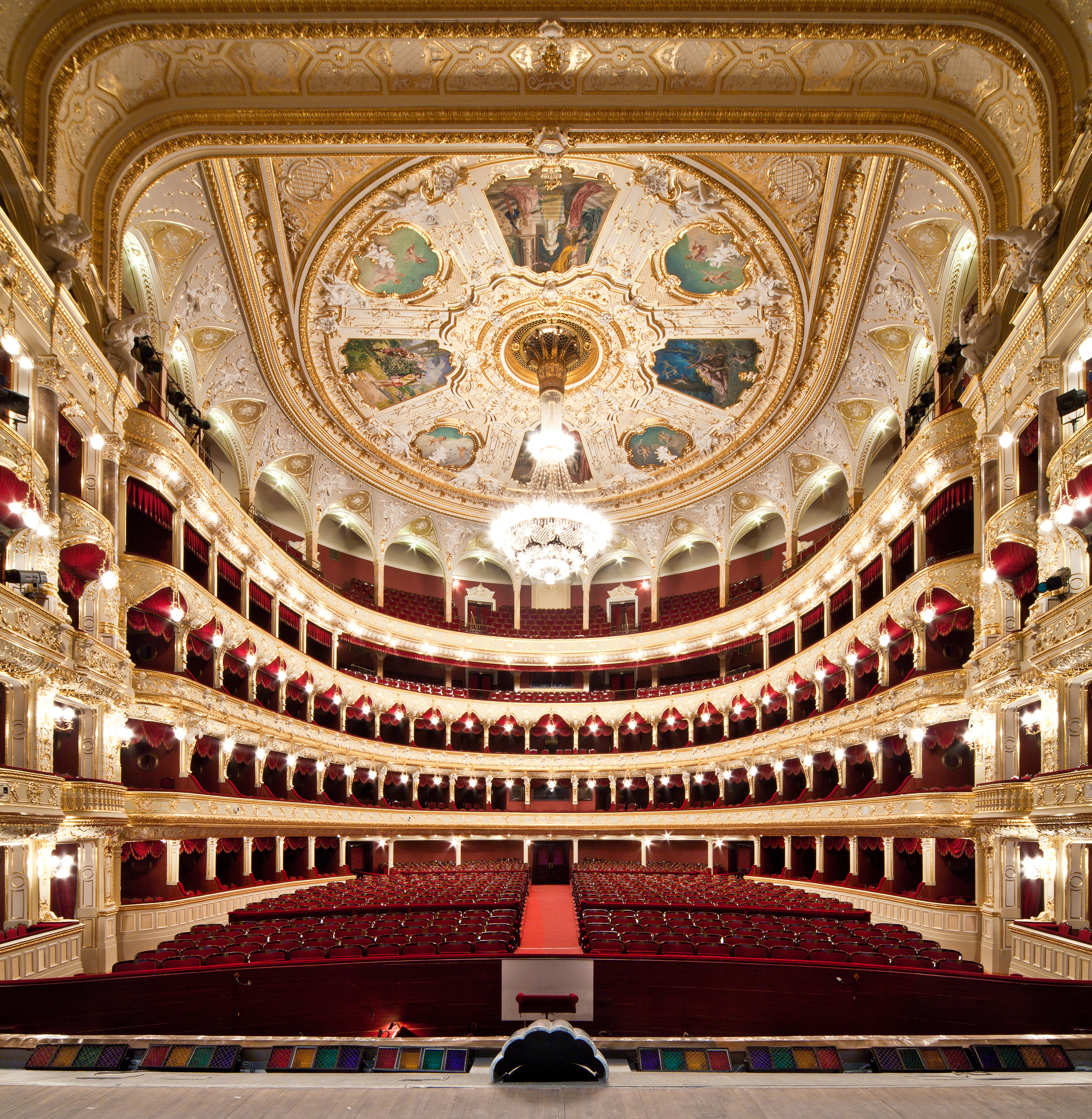
La platea del teatro

L'architetto Thomas de Thomon progettò il primo teatro d'opera, inaugurato il 10 febbraio 1810. Quest'ultimo teatro si trova quasi nello stesso punto del primo teatro di 200 anni fa. L'ingresso principale con il suo colonnato si affacciava sul mare. Non c'era un foyer.
Nel 1831 Michail Voroncov, governatore della Nuova Russia, decise di destinare le vecchie tasse di quarantena a favore del Teatro di Odessa. Lo storico Charles King spiega che uno degli ispettori medici di Odessa era anche il proprietario del Teatro di Odessa. Quando la vendita dei biglietti era bassa, annunciava la scoperta di un'infezione tra i passeggeri appena arrivati e ordinava che fossero messi in quarantena a loro spese. Gli incassi del lazzaretto, dove stavano passeggeri sarebbero state utilizzate per ingaggiare un importante artista per il teatro.
La notte del 2 gennaio 1873 l'edificio fu distrutto da un incendio.
Iniziò immediatamente una campagna di raccolta fondi. La città annunciò un concorso internazionale per il miglior design teatrale. Furono presentati quaranta design, ma nessuno fu scelto. Infine, il progetto fu messo insieme seguendo le linee dell'edificio del Semperoper di Dresda costruito nel 1878, con il suo atrio non tradizionale che segue le curvature dell'auditorium.
Due architetti viennesi, Ferdinand Fellner e Hermann Helmer iniziarono a costruire la più grande opera di rinnovamento nel 1883. La prima pietra fu posta il 16 settembre 1884. Il 1º ottobre 1887 il teatro fu completato, al costo di 1.300.000 rubli. Fu chiamato Teatro della città di Odessa.
Il teatro fu il primo edificio di Odessa ad utilizzare la compagnia Edison con illuminazione elettrica.
Perché i clienti del teatro fossero a proprio agio durante l'estate, gli operai facevano scendere carri di ghiaccio e paglia giù per un pozzo di 11 metri, poi li conducevano attraverso un tunnel fino a un seminterrato sotto la sala, dove l'aria fresca saliva dalle bocchette sotto i sedili.
Nel 1925 l'edificio fu bruciato di nuovo in un incendio.
Si narra che quando la gente di Odessa apprese che la costruzione costava 1,3 milioni di rubli d'oro rimase senza fiato, ma quando vide il nuovo teatro restò nuovamente a bocca aperta, questa volta per l'ammirazione.

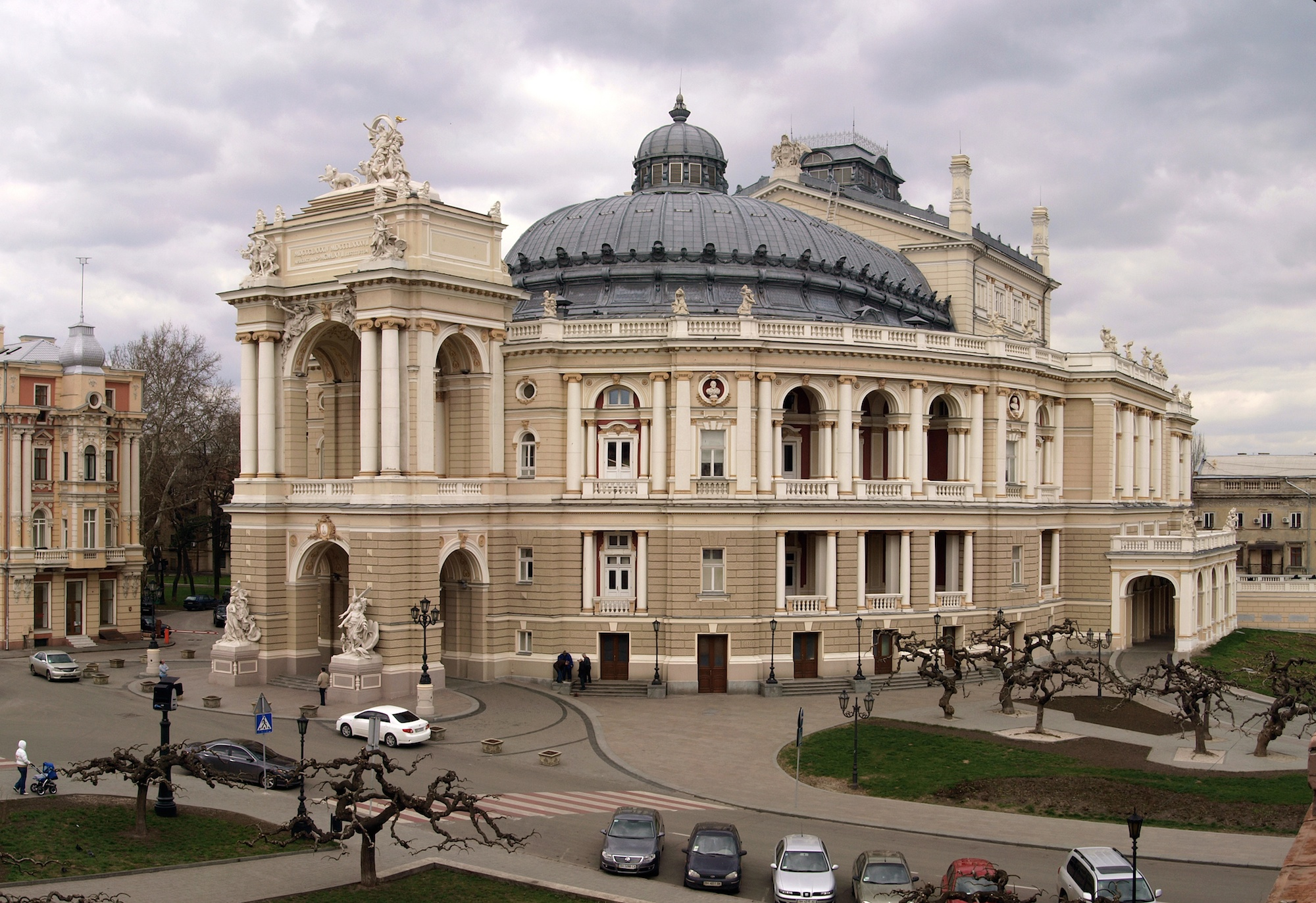
La facciata del teatro

Durante la seconda guerra mondiale, Nikita Khrushchev, preoccupato per le condizioni della città, visitò Odessa subito dopo che era stata liberata. Khrushchev riferì che solo un angolo dell'edificio era stato danneggiato da un proiettile nemico.
Il teatro fu ristrutturato negli anni '60.
Il teatro si trovava su un terreno mobile e rischiava di crollare. Le prime crepe nella fondazione erano comparse quasi appena il teatro era stato inaugurato. La metà orientale del teatro si abbassò di circa 18 centimetri nei suoi primi tre anni e le sei pareti cominciarono a inclinarsi. Gleb Dranov, un ex cantante d'opera che ha cantato nel teatro per 25 anni e che aveva lavorato per cinque anni come geologo, si rese disponibile per tentare di riparare l'edificio.

## Costruzione
La facciata dell'edificio è decorata in stile barocco italiano. Nelle nicchie vi sono i busti di Mikhail Glinka, Nikolaj Gogol', Aleksandr Griboedov e Aleksander Puškin. La grande sala è stata modellata sullo stile di Luigi XVI ed è riccamente decorata con figure e disegni in stucco dorato. Gli architetti hanno dotato l'atrio di ventiquattro uscite, per evitare la tragedia in caso di incendio. Sul lato del teatro c'è un prato con fiori freschi e arbusti.

## Attualità
Il 2 marzo 2022, nel contesto dell'invasione russa dell'Ucraina, e di fronte all'avvicinamento delle forze russe a Odessa dal Mar Nero, il nome del Teatro dell'Opera era stato menzionato come destinazione sotto seria minaccia di attacco. Molti cantanti e ballerini del Teatro cercarono protezione come rifugiati all'estero,  come nel caso della sua prima soprana, solista Anastasia Golub chi ha chiesto protezione temporanea in Spagna.

## Galleria d'immagini

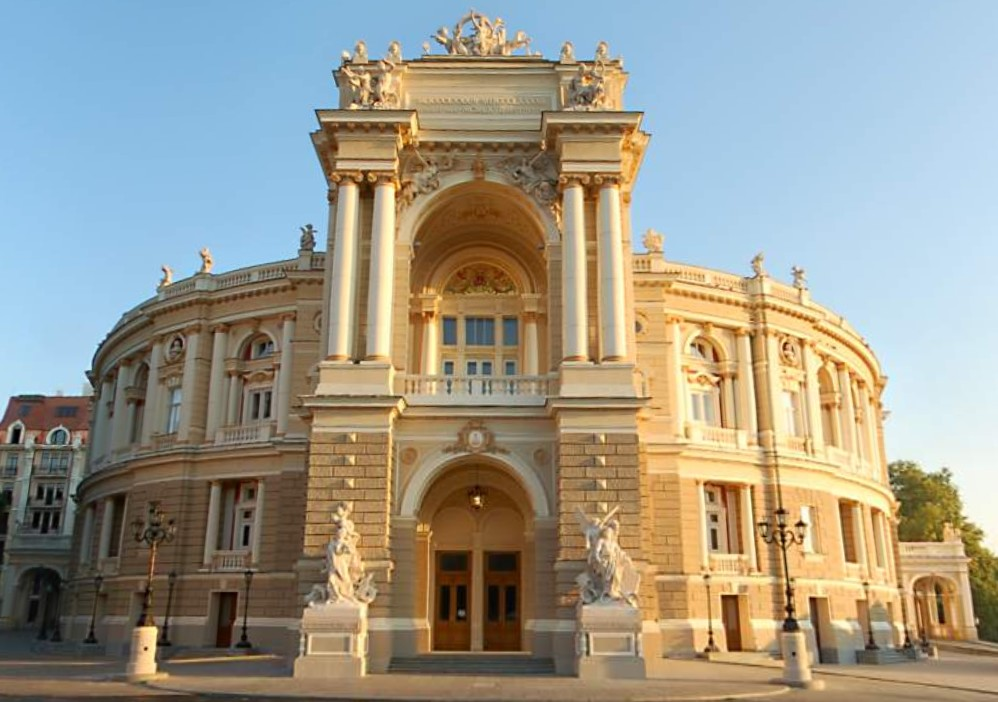
Vista frontale del teatro dell'opera di Odessa
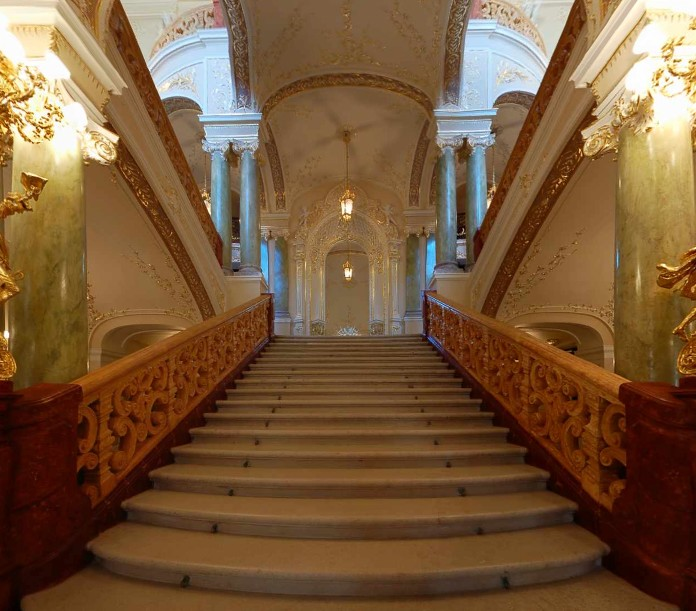
Scale anteriori
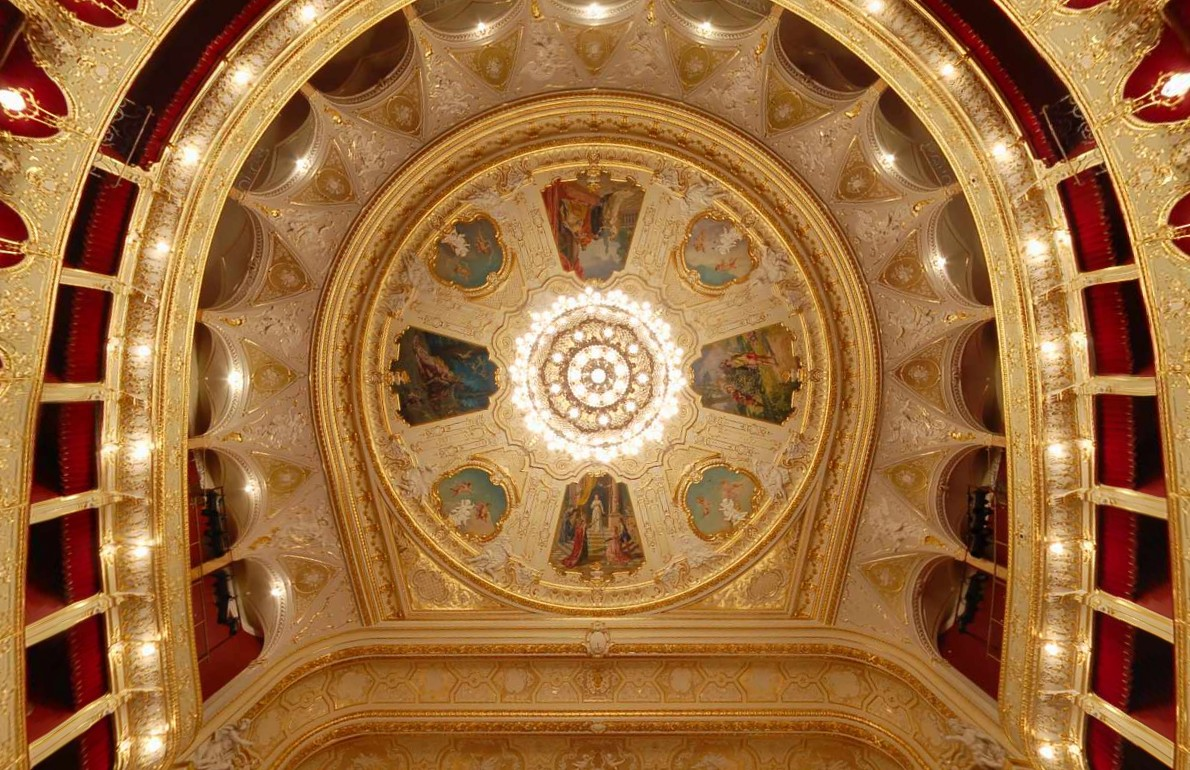
Soffitto della sala nel Teatro dell'Opera di Odessa
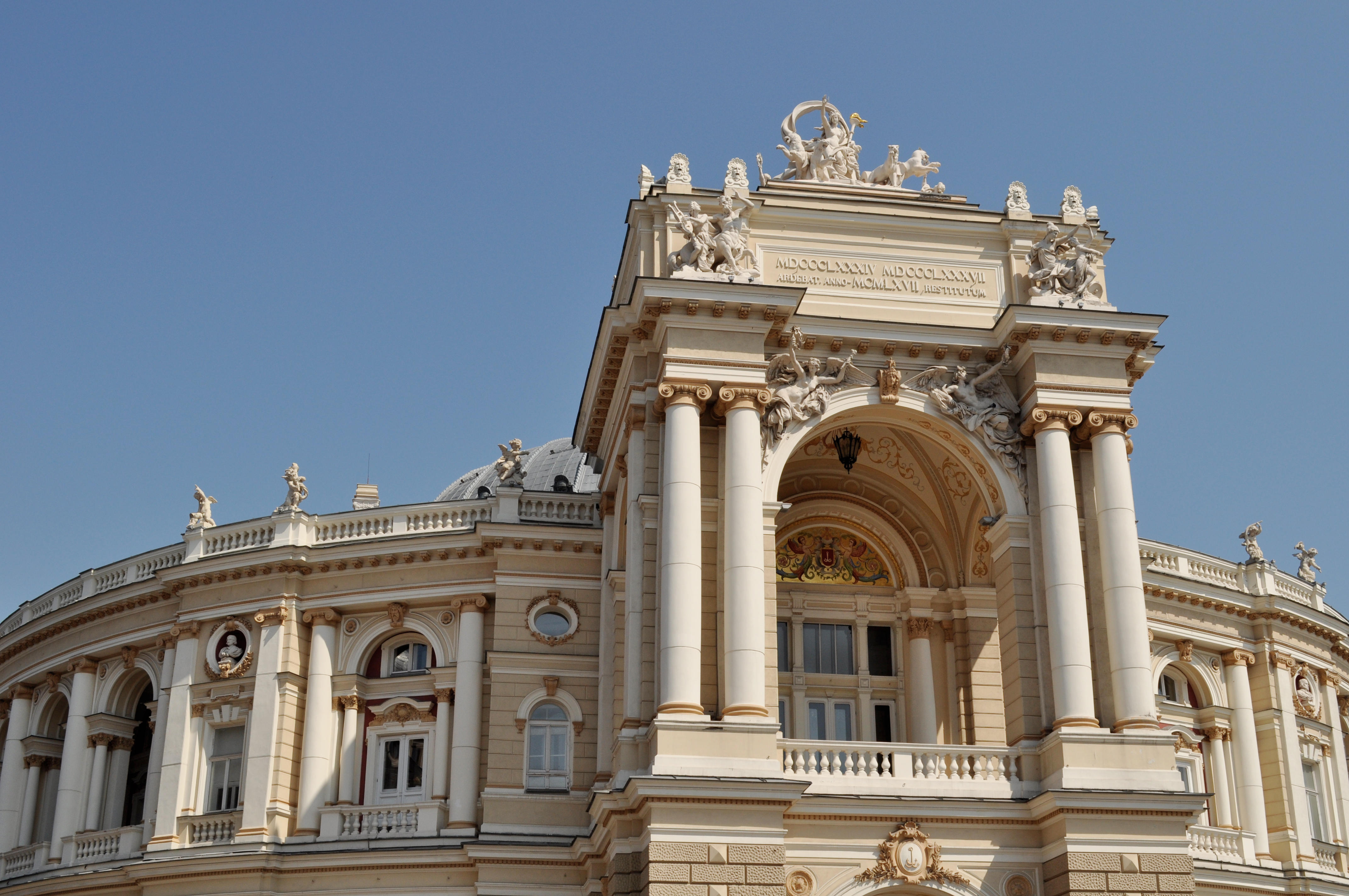
Teatro dell'Opera e del Balletto di Odessa sulla via Tchaikovsky